# Axiopoeniella octocentra
Axiopoeniella octocentra là một loài bướm đêm thuộc phân họ Arctiinae, họ Erebidae.